# 棋坪镇
棋坪镇，是中华人民共和国江西省宜春市铜鼓县下辖的一个乡镇级行政单位。

## 行政区划
棋坪镇下辖以下地区：
棋坪集镇社区、棋坪村、炉湾村、柏树村、双溪村、九峰村、观田村、罗坊村、黄泥村、游源村、丰坦村、幽居村和大梅村。